# Jay McInerney
John Barrett «Jay» McInerney, Jr. (/ˈmækᵻnɜːrni/; 13 de enero de 1955) es un escritor estadounidense. Su obra incluye Luces de Neón, Ransom, La historia de mi vida, A media luz y El Último de los Savage. Editó The Penguin Book of New American Voices, escribió el guion de la adaptación fílmica de Luces de Neón realizada en 1988 y coescribió el guion para la película realizada para televisión Gia, que protagonizó Angelina Jolie. Fue columnista sobre enología para la revista House & Garden, y sus ensayos sobre vinos han sido recogidos en Bacchus & Me (2000) y en A Hedonist in the Cellar (2006). Su novela más reciente publicada en 2016 se titula Bright, Precious Days y desde abril de 2010 ha sido columnista sobre vinos para The Wall Street Journal. En 2009 publicó un libro de cuentos que abarcó toda su carrera, titulado How It Ended, mencionado como uno de los 10 mejores libros del año por Janet Maslin de The New York Times.

## Vida y trabajo
McInerney nació en 1955 en Hartford, Connecticut, hijo de Marilyn Jean (Murphy) y John Barrett McInerney, Jr., un ejecutivo corporativo. Se graduó en Williams College en 1976. En la Universidad de Siracusa obtuvo una Maestría en artes en inglés y estudió escritura con Raymond Carver. Después de trabajar como "fact-checker" en The New Yorker, alcanzó fama con su primera novela publicada, Luces de neón. Publicada en 1984, la novela era única por ese entonces en cuanto a su representación de la cultura de la cocaína en narrativa en segunda persona. El título (en inglés, Bright Lights, Big City) se toma de una canción de blues de 1961 de Jimmy Reed. La novela ubicó a McInerney como parte de una nueva generación de escritores descrita como Brat Pack en un artículo de 1987 de The Village Voice, McInerney, Bret Easton Ellis y Tama Janowitz fueron presentados como la nueva cara de la literatura: joven, iconoclasta y cool. Cinco novelas siguieron en rápida sucesión: Ransom, La historia de mi vida, A media luz, El último de los Savage y Modelo de conducta.
Después del éxito de Luces de neón, los editores comenzaron a buscar obras similares sobre jóvenes en entornos urbanos. Menos que cero de Ellis, publicada en 1985 fue promocionada como continuación de McInerney. McInerney, Ellis y Janowitz ambientaban su narrativa en Nueva York y sus vidas allí eran los temas literarios regulares, documentados por los medios masivos de comunicación.
Ellis utilizó al personaje de McInerney, Alison Poole (La historia de mi vida) en sus novelas American Psycho y Glamourama. McInerney reveló que el personaje de Alison Poole se basaba en su exnovia, Rielle Hunter, por entonces conocida como Lisa Druck. Describió al personaje como "cocaínamente" confundido y "sexualmente voraz", pero también lo trató con cierta compasión. La novela en clave de McInerney dio lugar a una visión premonitoria en el famoso escándalo de asesinatos de caballos, que no se presentó al público hasta 1992, cuando la revista Sports Illustrated publicó una confesión del hombre que había asesinado el caballo de Lisa Druck a instancias de su padre, para reclamar el seguro.
McInerney también tiene un rol de cameo en Lunar Park, de Ellis, asistiendo a la fiesta de Halloween que Bret ofrece en su casa. Más tarde se reveló que McInerney no quedó satisfecho con el personaje que representa en la novela que simula ser las memorias de Bret.
A lo largo de su carrera McInerney ha luchado contra la imagen fuerte, casi indeleble, de sí mismo como autor y protagonista de Luces de Neón. En Williams College fue el orador de la colación de grado de la promoción de estudiantes 2010.
Su novela de 2006, The Good Life, vendió solo 15.000 copias, mucho menos de lo previsto

## Vida personal
Su primera esposa fue la modelo Linda Rossiter. Su segunda esposa fue la escritora Merry Reymond. Durante cuatro años vivió con la modelo Marla Hanson. Su tercer matrimonio con Helen Bransford, con quien tuvo hijos gemelos, John Barrett McInerney III y Maisie Bransford McInerney, duró nueve años. En 2006, se casó con Anne Hearst.

## Trabajos

### Ficción
- Luces de Neón (1984)
- Ransom (1985)
- La historia de mi vida (1988)
- A media luz (1992)
- El Último de los Savage (1997)
- Modelo de conducta (1998)
- The Good Life (2006)
- How it Ended (cuentos) (2009)
- The Last Bachelor (cuentos) (2009)
- Bright, Precious Days (novela) (agosto 2016)

### No ficción
- Bacchus and Me: Adventures in the Wine Cellar (2000)
- A Hedonist in the Cellar: Adventures in Wine (2006)
- The Juice: Vinous Veritas (2012)

### Cine
- McInerney escribió el guion de la película que adapta en 1988 Luces de Neón. Dirigida por James Puentes,  protagonizada Michael J. Fox, Kiefer Sutherland, y Phoebe Cates.

### Televisión
- En Hotel Room serie televisiva de HBO creada por David Lynch, Jay escribió el segundo episodio Getting Rid Of Robert, dirigido por James Signorelli.

### Cuentos
- "Everything is Lost" (2009, Sunday Times 4th Jan, texto en línea)
- How It Ended: New and Collected Stories (2009 331 pp. Alfred A. Knopf, U$ 25.95). Con comentarios de Sam Tanenhaus de The New York Times se incluyen::
  - "Con Doctor," sobre un médico adicto a la droga, exiliado a una ciudad del sureste después de un período en la rehabilitación, atendiendo a los reclusos en la prisión local y cohabitando con una amiga," ella misma una alcohólica recuperada y voluptuosa ";
  - "My Public Service";
  - "The Madonna of Turkey Season": "Hermanos irlandeses-estadounidenses encerrados en un amor materno competitivo";
  - "Invisible Fences": "Una pareja cuya disfunción sexual los degrada en rituales enfermos de voyeurismo";
  - "Smoke": "Presenta a Russell y Corrine Calloway, la pareja de Manhattan cuyas vicisitudes maritales animan las dos novelas más ambiciosas de McInerney, A media luz y su secuela, The Good Life."
  - "In the North-West Frontier Province": "Pronostica nuestra actual era post-terrorista [...] ... un vistazo del infierno, ambientado en la accidentada frontera entre Afganistán y Pakistán.[10]